# Datenbank Althebräische Personennamen

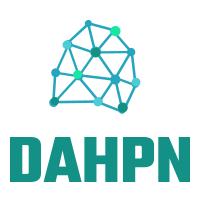
Logo der Datenbank

Die Datenbank Althebräische Personennamen (DAHPN), die seit Dezember 2020 öffentlich ist, umfasst alle biblisch-hebräischen und epigraphisch-hebräischen Personennamen. Die Suchfunktion der Datenbank ermöglicht den Vergleich von syntagmatischen und paradigmatischer Strukturen im Bereich der althebräischen Personennamen.

## Entwicklung
Die DAHPN ist seit Dezember 2020 der Öffentlichkeit zugänglich. Sie entstand im Rahmen des von der DFG seit 2014 geförderten Datenbankprojekts 'Althebräische Personennamen', das an der Julius-Maximilians-Universität Würzburg, an der Hochschule für Jüdische Studien Heidelberg sowie an der ITG der Ludwigs-Maximilians-Universität München angesiedelt ist. Herausgeber der Datenbank sind Hans Rechenmacher (Würzburg), Viktor Golinets (Heidelberg) und Annemarie Frank (München). Die technische Umsetzung wird von  Christian Riepl (München) betreut. 2021 wurde das Modul DAHPN aus der Biblia Hebraica transcripta ausgegliedert und ist jetzt eigenständig.

## Konzept
Die Datenbank ist als Modul der von Wolfgang Richter begründeten Biblia Hebraica transcripta konzipiert und bietet Verlinkungen zu den älteren BHt-Daten. Sie umfasst alle biblisch-hebräischen und epigraphisch-hebräischen Personennamen und weist drei Komponenten auf:
1. Analyseeinträge zu den einzelnen biblisch und außerbiblisch belegten althebräischen Personennamen.
2. Eine Übersichtsdarstellung zur Morphologie, Syntax und Semantik althebräischer Personennamen (MSSAP).[1]
3. Ein umfassendes Lexikon hebräischer onomastisch belegter Verben (LHOV).[2]

Erstmals sind damit alle althebräischen Personennamen über eine digitale Oberfläche zugänglich. Alle Analysen zu Personennamen werden eingehend begründet, mit Literatur belegt und enthalten Verlinkungen zu MSSAP, LHOV (datenbankintern) sowie WiBiLex (datenbankextern). Der für die Onomastik besonders wichtige Vergleich von paradigmatischen und syntagmatischen Strukturen ist durch die Such- und Verlinkungsmöglichkeiten der Datenbank gut zugänglich.
Im Zuge der Entstehung der Datenbank konnten auch prominente Namen neu gedeutet werden, etwa Jeremia oder Miriam/Maria.
Neben einer Suchabfrage bietet die Datenbank eine ausführliche Anleitung zur Benutzung, eine Kommentarfunktion sowie Abkürzungs- und Literaturverzeichnisse. Die Datenbank wird laufend aktualisiert und erweitert. Die aktuelle Zitierversion lautet 201 (Stand Dezember 2020).